# Клергу
Клергу́ (фр. Clergoux, окс. Clergós) — коммуна во Франции, находится в регионе Лимузен. Департамент — Коррез. Входит в состав кантона Ла-Рош-Канийак. Округ коммуны — Тюль.
Код INSEE коммуны — 19090.
Коммуна расположена приблизительно в 400 км к югу от Парижа, в 85 км юго-восточнее Лиможа, в 17 км к востоку от Тюля.

## Население
Население коммуны на 2008 год составляло 373 человека.
| 1962 | 1968 | 1975 | 1982 | 1990 | 1999 | 2008 |
| ---- | ---- | ---- | ---- | ---- | ---- | ---- |
| 390  | 430  | 397  | 390  | 367  | 389  | 373  |

## Администрация
| Период | Период | Фамилия     | Партия                              | Примечания                                   |
| ------ | ------ | ----------- | ----------------------------------- | -------------------------------------------- |
| 1959   | 2008   | Жан Мезон   | Французская коммунистическая партия | член генерального совета кантона (1996—2004) |
| 2008   |        | Клод Гунель | Социалистическая партия             |                                              |

## Экономика
В 2007 году среди 210 человек в трудоспособном возрасте (15-64 лет) 152 были экономически активными, 58 — неактивными (показатель активности — 72,4 %, в 1999 году было 66,8 %). Из 152 активных работали 138 человек (69 мужчин и 69 женщин), безработных было 14 (11 мужчин и 3 женщины). Среди 58 неактивных 14 человек были учениками или студентами, 34 — пенсионерами, 10 были неактивными по другим причинам.

## Достопримечательности
- Церковь Нотр-Дам (XII век). Памятник истории с 1972 года[3]
- Замок Седьер[фр.] (XV—XVI века). Памятник истории с 1958 года[4]

## Фотогалерея

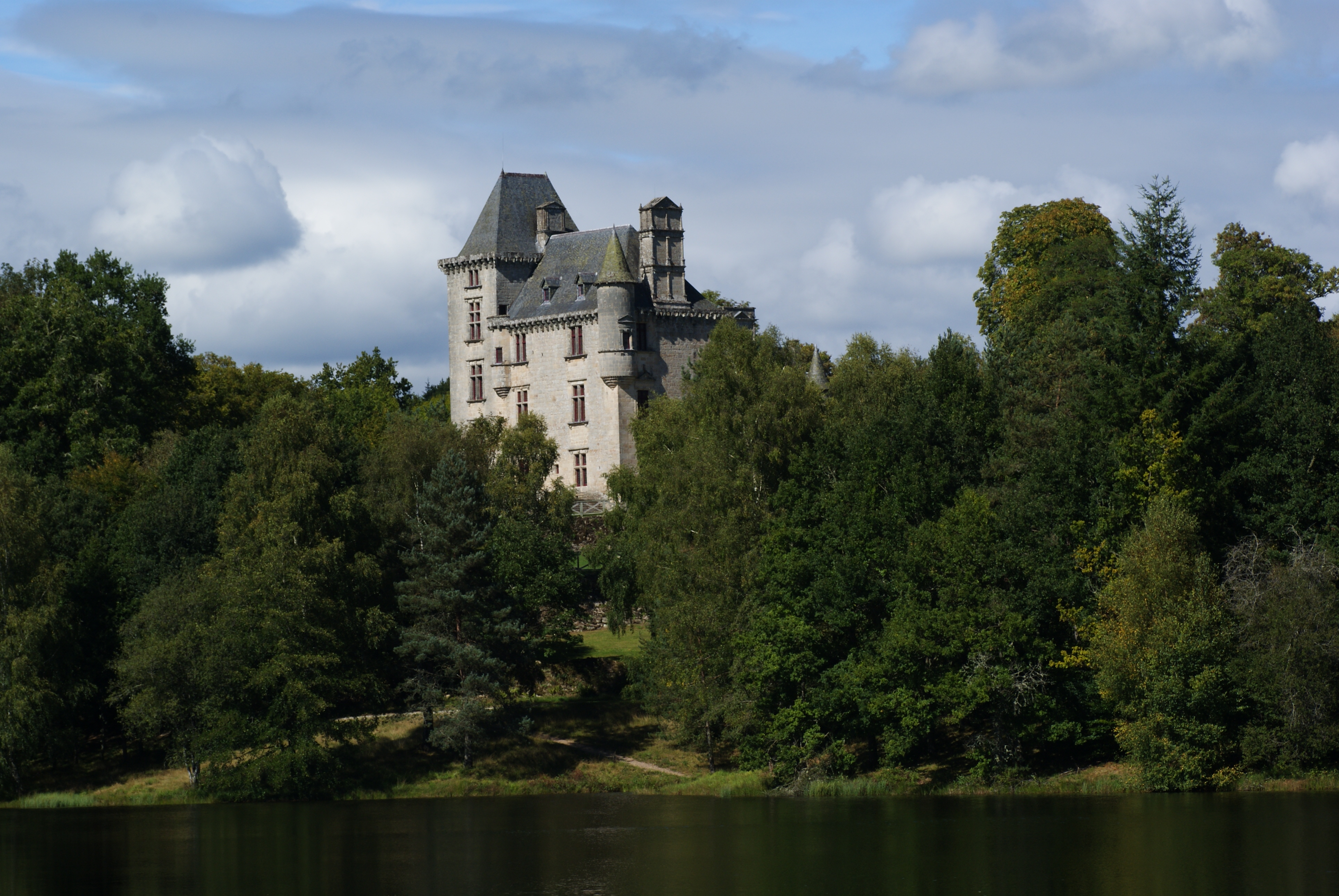
Замок Седьер
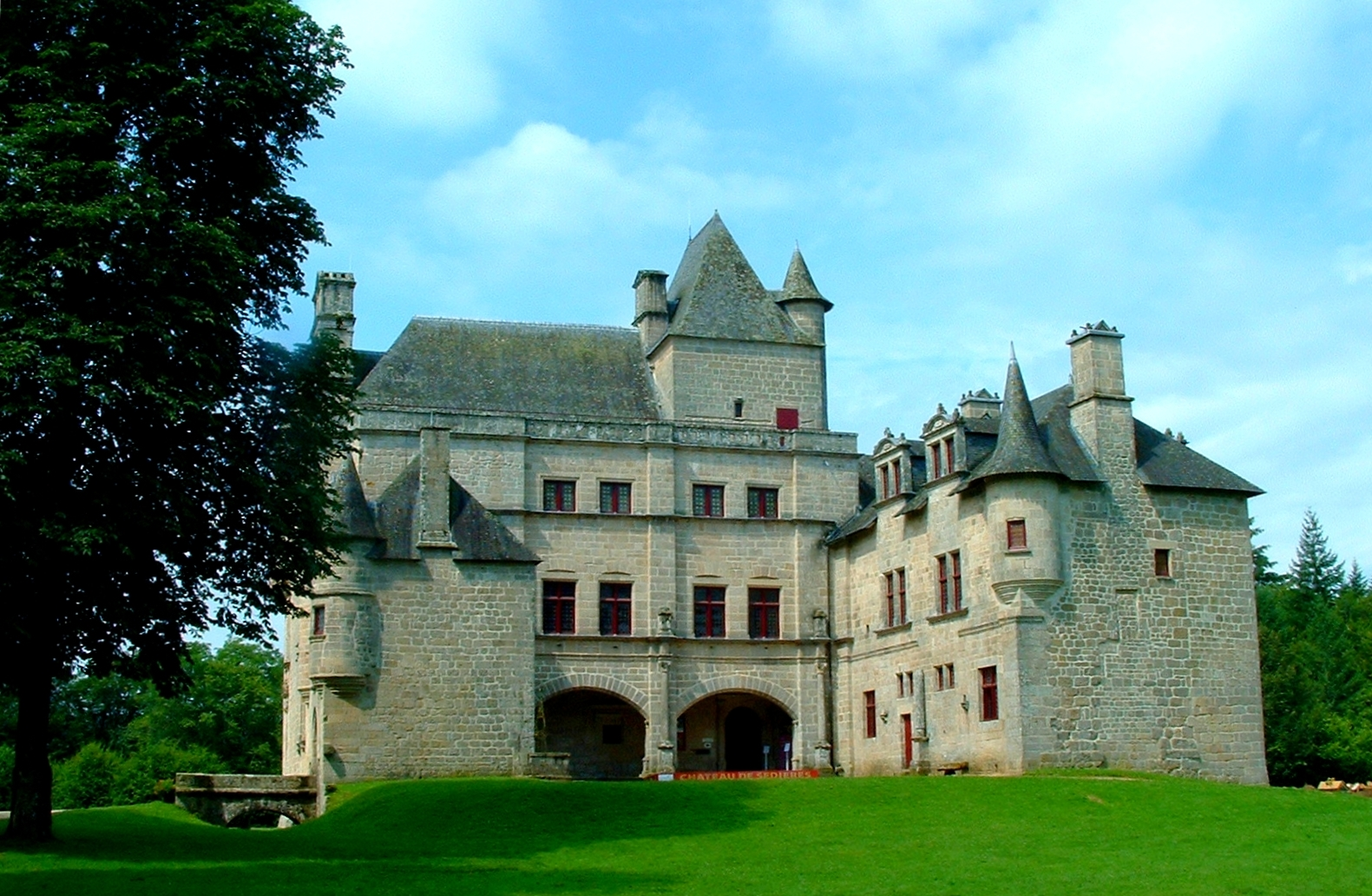
Замок Седьер
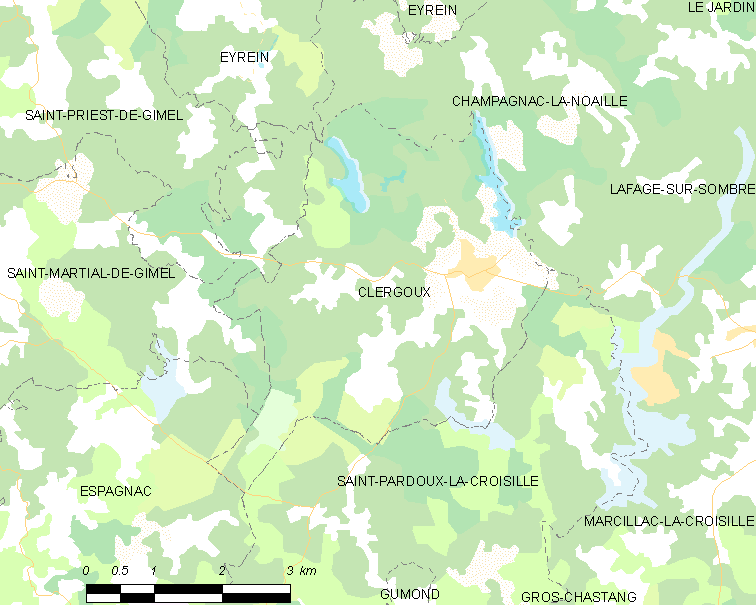
Карта коммуны